# جون راسيل بوب
جون راسيل بوب (بالإنجليزية: John Russell Pope)‏ هو مهندس معماري أمريكي، ولد في 24 أبريل 1874 في مانهاتن في الولايات المتحدة، وتوفي بنفس المكان في 27 أغسطس 1937.

## وصلات خارجية
- جون راسيل بوب على موقع أوليمبيديا (الإنجليزية)
- جون راسيل بوب على موقع الموسوعة البريطانية (الإنجليزية)